# インディペンデンス (CV-62)
インディペンデンス (USS Independence, CVA/CV-62) は、アメリカ海軍の航空母艦。フォレスタル級航空母艦の4番艦。その名を持つ艦としては五隻目。ミッドウェイ (USS Midway, CV-41) の後任として横須賀に配備された空母であり、最後の母港も同地であった。

## 艦歴

### 1960年代
インディペンデンスは1958年6月6日にニューヨーク海軍工廠で海軍長官トーマス・S・ゲイツ夫人によって進水し、1959年1月10日に初代艦長R・Y・マッケロイ大佐の指揮下就役した。
就役時最新の超大型空母であり、慣熟訓練をカリブ海で行い母港のバージニア州ノーフォークには1959年6月30日に到着した。8月25日にエド・デッカー少佐操縦のA3D スカイウォリアーが発艦試験を行った。同機は38トンの重量で、空母から発艦した最も重い航空機であった。
インディペンデンスは就役後ヴァージニア岬から演習訓練を行い、1960年8月4日に地中海への最初の巡航に向けて出発した。紛争地域の平和維持力としての第6艦隊に加わり、地中海東部での展開後1961年3月3日にノーフォークに帰還する。同年の残りは大西洋岸で訓練と作戦準備に従事した。
インディペンデンスは1962年4月19日に第六艦隊の支援任務に出航する。ベルリン問題に対するジョン・F・ケネディ大統領の強い姿勢を反映し、インディペンデンスは緊張の増加する水域に展開した。8月27日にノーフォークに帰還し、10月11日にカリブ海に出航する。キューバ危機進行中の10月24日にケネディ大統領によってインディペンデンスはキューバの海上封鎖に投入され、アメリカ合衆国の強硬な意思を表した。インディペンデンスはプエルトリコ沖に到着、海上封鎖に参加し、ソ連は結局キューバからミサイルを撤去した。その後インディペンデンスはノーフォークに11月25日に帰還し、東海岸での演習、ノーフォーク海軍造船所でのオーバーホール、グアンタナモ湾での訓練を行った。
インディペンデンスは1963年8月6日にノーフォークを出港し、ビスケー湾でイギリス、フランス両軍との合同演習を行った後8月21日に地中海に入り、第六艦隊所属で作戦任務に従事する。地中海でインディペンデンスはNATOとの演習で、トルコ軍降下部隊支援、偵察、通信および輸送船団攻撃支援を行った。1963年10月7日にキプロス共和国のマカリオス初代大統領が艦を訪問する。その後アドリア海で行われたアメリカ - イタリア両軍の合同演習にイタリア軍パトロール魚雷艇と共に参加、続いてアメリカ - フランス両軍の合同演習ではフランスの防空巡洋艦コルベール　(Colbert, C611)　と共に、インディペンデンス艦載機とフランス軍迎撃機の模擬空戦を行った。インディペンデンスは1964年3月4日にノーフォークに帰還する。
ニューヨーク沖、フロリダ州メイポート南方での訓練演習の後、インディペンデンスはノーフォークを1964年9月8日に出航、ノルウェー海、フランス沖でのNATO演習に参加する。ジブラルタルに寄港後11月5日にノーフォークに戻り、オーバーホールのためにノーフォーク海軍造船所に入った。 
1965年5月10日、インディペンデンスは初の太平洋艦隊での任務に就く。七ヶ月にわたるその任務ではベトナム沖の南シナ海で100日に及ぶ作戦活動が含まれた。インディペンデンスはベトナムに展開した五番目のアメリカ軍空母であった。インディペンデンスと第7航空団は1965年6月5日から11月21日までの活動で海軍部隊栄誉賞を受賞している。部隊は北ベトナムのハノイ - ハイフォン間の輸送路に対する最初の大規模攻撃を行い、航空史上初の空対地ミサイル攻撃を行った。空母は北ベトナムの軍事補給目標に対する昼夜を問わない定期的な攻撃を継続し、7,000回に及ぶ出撃を行った。
"The superior team spirit, courage, professional competence, and devotion to duty displayed by the officers and men of Independence and embarked Attack Carrier Air Wing Seven reflect great credit upon themselves and the United States Naval Service."
「インディペンデンスおよび第7航空団の士官及び兵士による優れたチーム精神、勇気、専門的能力、義務への専念は、彼ら自身とアメリカ海軍の任務に大きな信用をもたらした。」
インディペンデンスは母港ノーフォークに1965年12月13日に到着した。1966年前半にインディペンデンスはノーフォークで搭載航空団の補充と訓練を行い。5月4日にオペレーション・ストライケックスに参加した。6月13日に第六艦隊所属下でヨーロッパでの作戦に参加するため出航し、7月から12月までNATO軍との演習を行う。その後1967年まで第六艦隊での活動を継続した。

### 1970年代
1970年9月28日、エジプト大統領ガマール・アブドゥル＝ナーセルが死去し、中東の緊張が高まる。インディペンデンスは空母ジョン・F・ケネディ (USS John F. Kennedy, CV-67)、空母サラトガ (USS Saratoga, CV-60) および7隻の艦艇と共にアメリカ国民の撤退支援と、ソ連の地中海艦隊への対抗力として展開した。
1971年8月3日にVMA-142、-131、-133の A-4 スカイホークのパイロットが承認着艦を行う。続く三日にわたって4名の現役及び20名の予備役パイロットがインディペンデンスに乗艦した。彼らの活動は海兵隊予備役部隊が空母で行った初の承認活動であった。
1973年5月にリチャード・ニクソン大統領はインディペンデンス艦上で年次教書演説を行った。インディペンデンスはノーフォークを母港とする間、地中海とインド洋への展開を行った。10月8日から13日までインディペンデンスが所属する第60.1機動部隊、空母フランクリン・D・ルーズベルト (USS Franklin D. Roosevelt, CV-42) の第60.2機動部隊、強襲揚陸艦ガダルカナル (USS Guadalcanal, LPH-7) が所属する第61/62機動部隊は中東での偶発事態発生に備えて待機した。艦隊は第四次中東戦争の戦況に従い警戒を行った。インディペンデンスはクレタ島を拠点として行動した。
1979年6月20日、ドナ・L・スプルーイル中尉は最初の空母配属女性パイロットとなった。スプルーイル中尉はインディペンデンス搭載の C-1A トレーダーを操縦した。

### 1980年代
1982年にインディペンデンスはレバノンでの多国籍平和維持軍に支援を行う。6月25日に空母フォレスタル(USS Forrestal, CV-59)とインディペンデンスの戦闘集団は、空母ドワイト・D・アイゼンハワー(USS Dwight D. Eisenhower, CVN-69)とジョン・F・ケネディ(USS John F. Kennedy, CV-67)戦闘集団と地中海で合流し、それまでにない規模の部隊集中が生じた。地中海東部で数日間行動を共にした後、フォレスタルとインディペンデンスはドワイト・D・アイゼンハワー、ジョン・F・ケネディと別れ、インディペンデンスは母港のノーフォークへ向かう。
1983年10月25日、インディペンデンスの艦載機部隊はグレナダの解放作戦、オペレーション・アージェント・フューリーに参加する。その後再びレバノンに向かい、シリア軍拠点に対して航空攻撃を行った。
1984年にインディペンデンスは大西洋艦隊でマージョリー・ステレット戦艦基金賞を受賞した。 
1985年2月17日にインディペンデンスはフィラデルフィア海軍造船所に到着、艦の耐用年数を15年延長するための近代化およびオーバーホールを開始する。より低速で高性能航空機の着艦を可能とする飛行甲板の改良と、シー・スパロー発射機が改良された。また、燃料消費面でも改善が行われた。インディペンデンスの耐用年数延長プログラム(Service Life Extension Program, SLEP)は1988年6月に完了し、8月15日にノーフォークを出港、南米を回って新しい母港のカリフォルニア州サンディエゴには10月8日に到着した。
映画『イントルーダー 怒りの翼』(1990年。日本公開は1991年)の撮影は、1989年11月に2週間に渡ってインディペンデンス艦上で行なわれた。映画撮影が行なわれている間、乗組員は撮影スタッフの使用する機材の電気トラブルで度々生じた小火災の対処に忙殺された。

### 1990年代
1990年8月、第14空母航空団と共にインディペンデンスはイラクのクウェート侵攻に伴うオペレーション・デザート・シールドに参加するため中東に派遣される。8月5日にオマーンの前線基地に到着し、インディペンデンスは1974年以来初めてペルシャ湾入りしたアメリカ軍空母となった。艦は90日以上の間オマーンに留まり、中東海域におけるアメリカ海軍の存在を再建した。インディペンデンスは1990年12月20日にサンディエゴへ戻った。
インディペンデンスは1991年9月11日に母港を横須賀に変更する。横須賀では第5空母航空団を搭載し、唯一の前線展開を行う空母となった。同時に第5空母グループの旗艦となる。
1992年8月23日にインディペンデンスはペルシャ湾に入り、北緯32度線以南のイラク上空を飛行禁止空域とした国連軍の支援を行う。8月26日にジョージ・H・W・ブッシュ大統領はアメリカ軍を始めとする多国籍軍は24時間以内に北緯32度線以南を飛行する全てのイラク航空機を撃墜する準備を完了するとイラクに通知したと発表した。それはイラクが国内南部でシーア派住民に対する迫害の停止を要求した国連決議第688号に従わなかったことで実施された。
ペルシャ湾での多国籍軍は8月27日からのオペレーション・サザン・ウォッチで北緯32度線以南空域でのイラク機飛行禁止を実施する。インディペンデンスの CVW-5 所属機20機は同作戦で最初にイラク軍基地を監視した。
インディペンデンスは1995年6月30日に海軍で最古参の現役艦艇となり、海軍史上初めてその名声を持つ空母となった。それによりインディペンデンスは退役までアメリカ海軍を象徴する「Don't Tread On Me」旗を掲揚することとなった。旗の贈与式典は7月1日に行われ、デヴィッド・P・ポラティー三世艦長が旗を受け取った。旗は退役する給兵艦マウナケア(USS Mauna Kea, AE-22)から引き継がれた。
1995年11月にインディペンデンスと第5空母航空団はオペレーション・サザン・ウォッチの支援任務を完了し母港の横須賀へ帰港する。
1996年3月に第三次台湾海峡危機が発生し、インディペンデンスは地域の安定のため台湾東方水域に展開した。インディペンデンスは中国人民解放軍がミサイルを発射した台湾領海で空母ニミッツ(USS Nimitz, CVN-68)と合流する。4月に横須賀に帰港、インディペンデンスは日本に公式訪問中であったビル・クリントン大統領の訪問を受ける。
1997年、インディペンデンスは四ヶ月にわたる配備でいくつかの大規模演習に参加し、7カ所の港に寄港した。これらの寄港地には二度の歴史的な寄港が含まれていた。一つは2月28日のグアム寄港であり、インディペンデンスは36年ぶりにグアムに寄港したアメリカ軍空母であった。もう一つは2か月後のマレーシア、クラング港への寄港であった。インディペンデンスはマレーシアへ寄港した世界初の航空母艦となった。
5月に最終寄港地の香港に立ち寄り、その後横須賀に帰港する。インディペンデンスの寄港は香港の中国返還前に行われた最後のアメリカ軍艦艇による寄港であった。
9月5日から7日まで、インディペンデンスは親善のために北海道の小樽港に寄港した。これは米空母による日本の民間港への初の寄港となった。また、この親善寄港で、インディペンデンスは3日間で40万人の入場者を集めた。これはインディペンデンスのみならず、米空母の日本における1寄港で集めた入場者の記録となっているが、横須賀配備中には搭載艦載機やヘリの部品落下や、計器トラブルなどによる横須賀市街への事故も起こしている。
1998年1月にインディペンデンスは国連とイラクの交渉支援と、オペレーション・サザン・ウォッチへ再び加わるためにペルシャ湾へ展開した。 

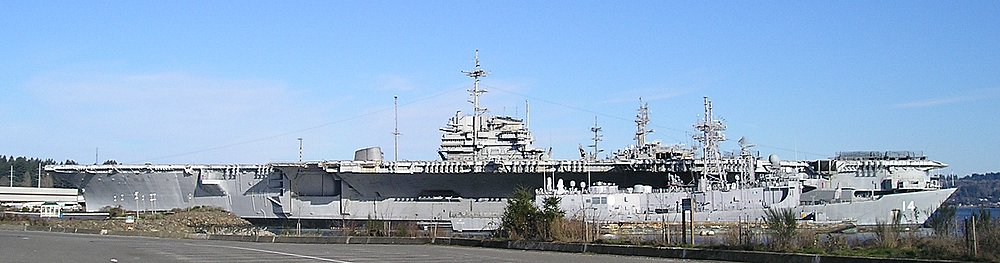
退役後のインディペンデンス（2006年 ピュージェット・サウンド海軍工廠）

インディペンデンスの退役式は1998年9月30日にワシントン州ブレマートンのピュージェット・サウンド海軍工廠で行われた。インディペンデンスのペナントは39年9ヶ月と20日間掲げられ、その「Don't Tread on Me」の旗はインディペンデンスに次ぐ古参艦の空母キティホーク (USS Kitty Hawk, CV-63) に受け継がれた。